# Antonio Luridiana
Antonio Luridiana (Pattada, 13 giugno 1888 – Livorno, 1957) è stato un generale italiano, generale di brigata del Regio Esercito durante la seconda guerra mondiale, ricordato per il suo ruolo nel corso dell'offensiva russa sul medio Don nel dicembre 1942.

## Biografia
Nacque a Pattada, provincia di Cagliari, il 13 giugno 1888, figlio di Giuseppe e Maria Campus. Entro giovanissimo nella Regia Accademia Militare di Fanteria e Cavalleria di Modena, ne uscì nel 1910 con il grado di sottotenente, assegnato all'arma di fanteria, corpo dei bersaglieri, partecipando alla guerra italo-turca nel 1911-1912 in Tripolitania. Tra il 1915 e il 1918 partecipò alla Grande Guerra, quale capitano prima e maggiore poi, del III Battaglione bersaglieri ciclisti, venendo decorato con una medaglie d'argento e due di bronzo al valor militare.https://books.google.it/books?id=uwXcjRLZUuUC&pg=PA750&lpg=PA750
Promosso tenente colonnello, durante la guerra d'Etiopia comandò un battaglione del 3º Reggimento bersaglieri conducendolo nella battaglia dell'Amba Aradam in Etiopia nel febbraio 1936, venendo decorato con la seconda medaglia d'argento e con la croce di guerra al valor militare.
Nell'anno seguente, promosso colonnello, comandò l'11º Reggimento bersaglieri in Friuli.
Nel 1941 operò fu presso il comando della 2ª Armata. Dal 1º marzo 1942, promosso generale di brigata con anzianità 1 gennaio, fu comandante della fanteria divisionale della 151ª Divisione fanteria "Perugia", conducendola nei Balcani.
Ai primi di dicembre 1942, partì per il fronte russo, giungendovi il 13 corrente, per assumere il comando della fanteria della 3ª Divisione celere "Principe Amedeo Duca d'Aosta", composta dai reggimenti bersaglieri 3° e 6°. Sul Don, dopo lo sfondamento da parte di preponderanti forze corazzate sovietiche, partecipò nel fatto d'arme della Valle Tichaja il 22 dicembre, venendo decorato con la seconda croce di guerra al valor militare, e riconducendo poi i suoi reparti, ordinatamente, a Bologna nell'aprile 1943.
Nell'agosto successivo fu ancora in Albania, comandando interinalmente la 151ª Divisione fanteria "Perugia", tornando poi in Friuli presso il comando dell'8ª Armata e quindi al comando del presidio militare di Ferrara, dove lo colse l'armistizio dell'8 settembre 1943. In seguito aderì alla Repubblica Sociale Italiana e per questo nel dopoguerra fu sottoposto a procedimento di epurazione e radiato dall'esercito.

### Annotazioni
1. ↑  Si trattava di un reggimento assai caro a Mussolini, nelle cui file partecipò alla Grande Guerra nel 1916.

### Fonti
1. 1 2 3 4 5  Generals.
2. ↑  Gazzetta Ufficiale del Regno d'Italia n.240 del 14 ottobre 1911, p.6682.
3. ↑   Bollettino ufficiale delle nomine, promozioni e destinazioni negli uffiziali, 1911,  p. 750. URL consultato il 28 marzo 2021.
4. ↑   Bollettino ufficiale delle nomine, promozioni e destinazioni negli uffiziali, 1928,  p. 585. URL consultato il 28 marzo 2021.
5. ↑  Schlemmer 2009, p. 126.